# شیپلی
latitudeشیپلیlongitudeشیپلی
شیپلی (به انگلیسی: Shipley) یک شهرک در انگلستان است که در یورکشر غربی واقع شده‌است.

## خصوصیات
شیپلی ۱۵٬۴۸۳ نفر جمعیت دارد.